# 引き裂かれた女
『引き裂かれた女』（ひきさかれたおんな、La Fille coupée en deux）は、2007年のフランスのサスペンス映画。監督はクロード・シャブロル、出演はリュディヴィーヌ・サニエとブノワ・マジメルなど。1906年にニューヨークで起きた情痴事件「スタンフォード・ホワイト殺害事件」からヒントを得た作品である。この事件を題材にした映画作品には、リチャード・フライシャー監督の『夢去りぬ』（1955年）やミロシュ・フォアマン監督の『ラグタイム』（1981年）がある。

## ストーリー
テレビのお天気キャスターであるガブリエルは、30も年上の既婚者である高名な作家シャルルと恋に落ちる。
ガブリエルはシャルルに夢中になり、シャルルの淫らな遊びにも付き合うようになる。しかしプレイボーイのシャルルにとってガブリエルは単なる遊び相手に過ぎなかった。深く傷ついたガブリエルは、かねてより自分に熱烈にアプローチしていた富豪の放蕩息子ポールと結婚することにする。何かと悪い噂の多いポールとの結婚をやめるように言うシャルルに対し、ガブリエルは、シャルルだけを愛しているが、シャルルが妻と離婚する気がない以上、自分はポールと結婚すると言い放つ。
ガブリエルとポールの結婚生活は、嫉妬深く独占欲の強いポールが、ガブリエルの過去の男性関係、特にシャルルとの関係にこだわり、最初からつまづく。そして思い詰めたポールは、公の場でシャルルを撃ち殺してしまう。
ポールの母ジュヌヴィエーヴはガブリエルに、ポールの減刑のために裁判でシャルルを貶める証言をするように言うが、シャルルを愛していたガブリエルは彼との思い出を汚したくないと、裁判では真実を語る。結果として、ポールに同情が集まり、病院への収容が決まるが、ガブリエルが今でもシャルルを愛していることを知ったポールはガブリエルとの離婚を決意する。ガブリエルは母の兄でマジシャンのドニに誘われ、彼のアシスタントとして舞台に立つ。

## キャスト
- ガブリエル・ドネージュ: リュディヴィーヌ・サニエ - テレビのお天気キャスター。
- ポール・ゴダンス: ブノワ・マジメル - ゴダンス研究所創業者の跡取り息子。シャルルに敵意を抱く。
- シャルル・サン・ドニ: フランソワ・ベルレアン - 高名な作家。プレイボーイ。
- カプシーヌ・ジャメ: マチルダ・メイ - シャルルの担当編集者。
- ジュヌヴィエーヴ・ゴダンス: カロリーヌ・シオル（フランス語版） - ポールの母。未亡人。
- マリー・ドネージュ: マリー・ビュネル（フランス語版） - ガブリエルの母。シングルマザー。本屋を経営。
- ドナ・サン・ドニ: ヴァレリア・カヴァッリ - シャルルの妻。
- ドニ・ドネージュ: エチエンヌ・シコ（フランス語版） - マリーの兄。ガブリエルの伯父。マジシャン。
- ロルバック弁護士: トマ・シャブロル（フランス語版） - ポールの弁護士。

## 作品の評価
アロシネによれば、フランスの22のメディアによる評価の平均点は5点満点中3.8点である。
Rotten Tomatoesによれば、批評家の一致した見解は「ヌーヴェルヴァーグの巨匠クロード・シャブロルはかすかに刺すような痛みのあるユーモアと痛烈な階級批判をバランスよく織り交ぜながらラブストーリーと高級ブルジョアのみすぼらしい側面を描いている。」であり、88件の評論のうち高評価は74%にあたる65件で、平均点は10点満点中6.3点となっている。
Metacriticによれば、21件の評論のうち、高評価は17件、賛否混在は4件、低評価はなく、平均点は100点満点中73点となっている。